# Gangan Verlag
Der Gangan Verlag ist ein österreichischer Literaturverlag, der von 1989 bis 2013 seinen Sitz in Australien hatte.

## Verlagsorte

### Graz
Der Verlag wurde bis zur Erlangung der Gewerbeberechtigung als projekt gangan (gangan [althochdeutsch]: bewegen, entwickeln, verändern) 1984 in Graz als Autorenverlag für die aufstrebenden experimentellen jungen Dichter der achtziger Jahre von Horst Gerald Ganglbauer gegründet, einem damals 25-jährigen Studenten an der Karl-Franzens-Universität.
1984 entstand DAS JAHRBUCH, ein periodikum zum steirischen kulturgeschehen (später: gangan buch) als erstes Produkt des neuen projekt gangan aus der im Sommer 1983 während eines Arbeitsaufenthaltes in Finnland geborenen Idee, zunächst einmal eine Bestandsaufnahme der heimischen Kulturszene zu schaffen. Das projekt gangan hat diese Publikation in den Jahren 1984 bis 1986 in Graz auch durch zahlreiche Veranstaltungen wie Autorenlesungen, Podiumsdiskussionen, "grazer straßenliteraturtage", sowie Aktionen wie beispielsweise das "buchdenkmal", ein überlebensgroßes Holzbuch im Zentrum der Stadt mit wechselnden Gedichtdisplays, ergänzt.
Bis 1986 betrieb Ganglbauer den Kleinverlag gemeinsam mit seiner damaligen Frau, der Autorin Petra Ganglbauer in Graz. 

### Wien
1986 nach der Scheidung wurde der Verlag nach Wien verlegt, ins Zentrum der österreichischen Literaturszene, wo sich durch den Kongress der Bücher rasch eine intensive Zusammenarbeit mit der IG Autorinnen Autoren entwickelte. Bis 1994 verschaffte der Verlag inzwischen etablierten Wiener Autoren wie Marc Adrian, Reinhold Aumaier und Magdalena Sadlon sowie Grazer Autoren wie Peter Köck, Mike Markart und Peter Pessl ein Sprungbrett.
Der Verlag gehörte der ARGE Privatverlage an und stellte sowohl auf der Frankfurter Buchmesse als auch auf der alternativen Mainzer Minipressen-Messe aus. Der Vorlass des Verlags ist heute im Franz-Nabl-Institut der Universität Graz archiviert.
Gerald Ganglbauers Motto: Die Großverlage produzieren Maschinensemmeln, wir Kleinverleger machen das Feingebäck.
| Original Gangan Logo | Reihe Gedichte |

### Sydney
1989 wanderte der 30-jährige Verleger nach Australien aus und nahm den Verlag quasi im Rucksack mit, um ihn noch weitere fünf Jahre mit hohem Aufwand von Sydney und Wien aus unter dem Namen gangan books austr(al)ia weiter zu führen. In den ersten zehn Jahren entstanden so 24 Bücher zeitgenössischer österreichischer Autoren, aber auch die australische Reihe ganGAROO sowie einige bibliophile Sonderdrucke in limitierter Auflage.
Die explodierenden Kommunikations-, Druck- und Vertriebskosten mit einer Verlagsauslieferung in Berlin, Wien und München zwangen Gerald Ganglbauer jedoch letztendlich, 1996 als einer der Pioniere auf das damals gerade heranwachsende World Wide Web umzusteigen. 

### Chennai
2008/2009 lebte der Verleger mit seiner damaligen Partnerin in Chennai, Indien, wo er an seiner Autobiografie schrieb.

### Perth
2010 übersiedelte der bedingt durch seine Parkinson-Erkrankung vorzeitig pensionierte Verleger vorübergehend nach Westaustralien, kehrte 2013 endgültig nach Österreich zurück und nahm dort die Verlagstätigkeit mit neu gestalteten Büchern wie die Neuerscheinungen Best of Märchen von Heimo Wacha (Österreich) und zuletzt Verfallene Hütten von Heide E. Schütz (Kanada).
| Australisches Verlagslogo | Australische Reihe ganGAROO |

### Stattegg-Ursprung
Im Jahr 2014 erfolgte der letzte Umzug in ein erworbenes Haus am Land, nach Stattegg, Gemeinde Graz Umgebung. Dort erschien zum Jubiläum "30 Jahre Gangan" das erste wiederum gedruckte und gebundene Buch Ich bin eine Reise, die Autobiografie des Verlegers. Weitere Werke erscheinen seither in Zusammenarbeit mit dem Parkinson-Selbsthilfe-Verein Parkinsonline in der "Edition PON" und dem neu gestalteten Literaturmagazin Gangan Lit-Mag, das aus dem Gangway Magazin ausgegliedert wurde. Der Verlag wird nun ehrenamtlich betrieben und etwaiges Einkommen geht an den Verein Parkinsonline.
| Verlagslogo ab 2014 | Gangan Literaturmagazin |

## Verlagsprogramm
Im Programm waren umfangreiche Werke wie Marc Adrians "Wunschpumpe", Anthologien wie Josef Haslingers "ROTWEISSBUCH" und die Reihe gedichte, die 1988/89 durch die vierteljährliche Zeitschrift für ZeitSCHRIFT, gangan viertel ergänzt wurde. 
Die australische Reihe ganGAROO wurde von Rudi Krausmann und Michael Wilding 1991 bis 1994 herausgegeben und hat 20 Kurzgeschichten in deutscher Übersetzung sowie 80 australische Dichter mit Paralleltexten im deutschen Sprachraum erstveröffentlicht. 
Seit 1996 werden alle Neuerscheinungen online publiziert. 1996 kam auch das Literaturmagazin Gangway dazu, das seither mehr als 400 internationale Autoren in 50 online Ausgaben veröffentlicht hat und sich auf das Segment der Expatriates und Exilautoren spezialisiert.